# Mount Aberdeen
Mount Aberdeen är ett berg i Kanada.   Det ligger i provinsen Alberta, i den centrala delen av landet, 3 000 km väster om huvudstaden Ottawa. Toppen på Mount Aberdeen är 2 991 meter över havet. Mount Aberdeen ingår i Bow Range.
Terrängen runt Mount Aberdeen är bergig åt sydväst, men åt nordost är den kuperad.Trakten runt Mount Aberdeen är nära nog obefolkad, med mindre än två invånare per kvadratkilometer.. Närmaste större samhälle är Lake Louise, 6,1 km nordost om Mount Aberdeen. 
I omgivningarna runt Mount Aberdeen växer i huvudsak barrskog.